# Пойманный монах
«Пойманный монах» — советский музыкальный телефильм по комедии Генри Филдинга, снятый в 1960 году режиссёром Григорием Никулиным.

## Сюжет
Католический священник отец Мартин манипулирует отцом девушки, Жюрденом, чтобы соблазнить его дочь — Изабель, которую сватает молодой Ларун. Жюрдена пытаются использовать в своих целях и другие персонажи. Но Изабелла достаточно умна, чтобы понять, что происходит, и заманивает преследующего её отца Мартина в ловушку: развратник будет разоблачён и наказан за свою похоть.

## В ролях
- Людмила Гурченко — Изабелла
- Михаил Иванов — Ларун
- Виктор Чекмарёв — Жюрден, отец Изабеллы
- Алексей Смирнов — слуга Журдена
- Ирина Давыдова
- Владимир Матусов
- Виталий Полицеймако
- Анатолий Абрамов — эпизод

## О фильме
Тогда только начинали снимать первые фильмы для телевидения. Это был костюмный исторический фильм. Комедия «Пойманный монах» по Филдингу. В этой картине много музыки. Я исполняла два музыкальных номера. А исторические костюмы были… ну просто хоть в музей.— Людмила Гурченко — Аплодисменты. — М.: Центрполиграф, 1996

### Литературная и реальная основа
Фильм снят по пьесе Генри Филдинга «Развратник, или пойманный иезуит» («The Debauchees, Or The Jesuit Caught»).
В основе пьесы — реальная история о судебном процессе 1731 года над иезуитом отцом Жираром за совращение Мари-Катарины Кадье якобы с помощью колдовства. Это была популярная тема, и другие авторы тоже писали об этом (пьесы «Отец Жирар-Колдун» и «Распутный иезуит»), изображая события, за которые Жирар был предан суду, при этом Филдинг отличается от других авторов тем, что уменьшает роль Мари Кадье как жертвы и вместо этого делает её достаточно умной, чтобы видеть заговор Жирара.
Впервые под названием «Развратник» пьеса была поставлена в 1732 году в Королевском театре Друри-Лейн, и была хорошо принята. В новой версии постановка была возобновлена в 1745 году на фоне антикатолических настроений во время споров между британским правительством и Стюартами в 1745—1746 годах; тогда, чтобы усилить антикатолический характер пьесы, автором была добавлена в название фраза «Пойманный иезуит». Отмечается, что в пьесе Филдинг отразил свои антикатолические взгляды, вложив их в уста Жюрдена, чем, впрочем, по мнению критиков, ослабил пьесу. Вторая постановка также была успешна — в сезоне 1745 года была поставлена 25 раз.